# ETV1
ETV1‏ (ETS variant 1) هوَ بروتين يُشَفر بواسطة جين ETV1 في الإنسان.